# NGC 3788
NGC 3788 is een balkspiraalstelsel in het sterrenbeeld Grote Beer. Het hemelobject werd op 29 april 1827 ontdekt door de Britse astronoom John Herschel.

## Synoniemen
- UGC 6623
- KCPG 295B
- MCG 5-28-9
- Arp 294
- ZWG 157.10
- VV 228
- KUG 1137+321
- PGC 36160